# Lasiobolus cuniculi
Lasiobolus cuniculi är en svampart som beskrevs av Velen. 1934. Lasiobolus cuniculi ingår i släktet Lasiobolus och familjen Ascodesmidaceae.  Arten är reproducerande i Sverige. Inga underarter finns listade i Catalogue of Life.